# ماستوباران
ماستوباران هو سم الببتيد من سم الدبابير. لديها التركيب الكيميائي Ile-Asn-Leu-Lys-Ala-Leu-Ala-Ala-Leu-Ala-Lys-Lys-Ile-Leu-NH2.
الأثر الصافي لوضع ماستوباران في العمل يعتمد على نوع من الخلايا، ولكن على ما يبدو ينطوي دائما إيماس. في الخلايا البدينة، يأخذ هذا شكل إفراز الهيستامين، بينما في الصفائح الدموية وخلايا الكرومافين تطلق السيروتونين والكاتيكولامينات الموجودة على التوالي. يؤدي نشاط ماستوباران في الغدة النخامية الأمامية إلى إطلاق البرولاكتين.
في حالة إفراز الهيستامين، يحدث تأثير الماستوباران من خلال تداخله مع نشاط البروتين G. من خلال تحفيز نشاط ثلاثي فوسفات الغوانوزين لبعض الوحدات الفرعية، يقصر ماستوباران عمر البروتين G النشط. في الوقت نفسه، يشجع على تفكك أي الناتج المحلي الإجمالي المرتبط بالبروتين، مما يعزز ارتباط ثلاثي فوسفات الغوانوزين. في الواقع، يتم زيادة معدل دوران ثلاثي فوسفات الغوانوزين لبروتينات G بشكل كبير بواسطة ماستوباران. تنبع خصائص السموم من حقيقة أنها تشبه بنيوياً مستقبلات البروتين G المنشط عند وضعها في بيئة فسفوليبيدية. يؤدي تسلسل الإشارات الناتج بوساطة بروتين G إلى إطلاق إينوزيتول ثلاثي الفسفات 3 داخل الخلايا والتدفق الناتج لـ Ca 2+.
أظهرت الأبحاث أن ماستوباران يثبط جميع أشكال النمو من المثقبية الكروزية، الطفيل المسؤول عن مرض شاغاس.

## الانتقال الهيكلي
في دراسة تجريبية أجراها تسوتومو هيغاشيجيما ونظرائه، تمت مقارنة ماستوباران بالمليتين، الموجود في سم النحل. بشكل أساسي، تمت دراسة التركيب والتفاعل مع الفوسفات في كل مادة سامة. باستخدام ازدواج اللون الدائري (CD)، وجد أنه عند تعرض الماستوباران للميثانول، يوجد شكل حلزوني ألفا. تم استنتاج حدوث ارتباط هيدروجين قوي داخل الجزيء. أيضًا، كان هناك نطاقان سلبيان موجودان على طيف القرص المضغوط. في بيئة مائية، اتخذ ماستوباران شكل غير حلزوني غير مرتب. في هذه الحالة، لوحظ نطاق سلبي واحد فقط على طيف القرص المضغوط. لم تؤد إضافة محلول الفوسفات إلى ماستوباران إلى أي تأثير.
أنتج ميليتين تغييرًا توافقيًا مختلفًا عن ماستوباران. في محلول مائي، انتقل الميلتين من شكل غير حلزوني إلى حلزون ألفا عند إضافة الفوسفات إلى المحلول. يُعتقد أن ارتباط الميليتين بالغشاء ناتج عن تفاعلات كهروستاتيكية، وليس تفاعلات كارهة للماء.

## محاولات لإزالة سمية ماستوباران
على الرغم من التأثيرات السامة لخلايا الثدييات، فإن ماستوباران هو أيضًا قالب مضاد حيوي محتمل بسبب نشاطه الفعال كمضاد للميكروبات. في دراسة التصميم التي أجراها إرازازابال وزملاؤه (2016)،  تبين أن إدراج بقايا آيزولوسين وأرجينين في الموضعين 5 و 8 على التوالي [I5، R8]، قلل بشكل كبير من سمية ماستوباران، إلى عقار يحتمل أن يكون ذا قيمة لمكافحة الأمراض المعدية.